# Csavlek Etelka
Csavlek Etelka (Budapest, 1947. május 29.–) Liszt Ferenc-díjas magyar énekművész (szoprán), keramikus, érdemes művész, a Halhatatlanok Társulatának örökös tagja.

## Élete
Csavlek András építészmérnök és Tóth Etelka gyermekeként született. Testvére Csavlek András, Munkácsy Mihály-díjas festőművész
Középiskolai tanulmányait a Képző- és Iparművészeti Gimnáziumban végezte. 1970-ben végzett az Iparművészeti Főiskola kerámia szakán, Csekovszky Árpád tanítványaként. Pauk Anna magánúton oktatta éneklésre. 1992-től Sipos Jenő tanítványa volt.
1979–1988 között önálló kiállításokon vett részt itthon és külföldön: Bécs, München, Bulgária, USA, Svédország. 1982 óta a Magyar Állami Operaház magánénekese. 1985-ben Párizsban a Traviatában, 1987-ben San Franciscóban A varázsfuvolában, 1988-ban szintén San Franciscóban a Così fan tuttéban szerepelt.

## Magánélete
1970-ben házasságot kötött Németh Zoltánnal. Két lányuk született; Zsuzsanna (1971) és Viktória (1974).

## Színházi szerepei
- Erkel Ferenc: Bánk bán....Melinda
- Verdi: A lombardok az első keresztes hadjáratban....Giselda
- Puccini: Pillangókisasszony....Kate
- Bozay Attila: Csongor és Tünde....Tünde
- Mozart: A varázsfuvola....Pamina
- Strauss: A rózsalovag....A tábornagyné
- Verdi: Otello....Desdemona
- Donizetti: Boleyn Anna....Boleyn Anna
- Mozart: Figaro házassága....A grófnő
- Vajda János: Mario és a varázsló....Angiolieri asszony
- Wagner: Tannhäuser....Erzsébet
- Offenbach: Hoffmann meséi....Giulietta
- Mozart: Titus kegyelme....Vitellia
- Mozart: Cosi fan tutte....Fiordiligi
- Offenbach: Orfeusz az alvilágban....Diana
- Beethoven: Fidelio....Fidelio
- Wagner: A Rajna kincse....Woglinde
- Handel: Agrippina....Agrippina
- Schiller: Don Carlos....Erzsébet királyné
- Erkel Ferenc: Dózsa György....Csáki Laura
- Verdi: Falstaff....Mrs. Alice Ford
- ifj. J. Strauss: A denevér....Rosalinda
- Mozart: Don Giovanni....Donna Elvira
- Gyöngyösi Levente: A gólyakalifa....Anya
- Britten: A csavar fordul egyet....Mrs. Grose
- Haydn: Philemon és Baucis....Baucis

## Filmjei
- Offenbach: Hoffmann meséi (1984)
- Zenés TV Színház (1984)
- Figaro házassága (1987)
- Szomszédok (1990)
- Fidelio (1991)

## Kerámiái
- Kék táltos
- Fekete-Fehér Óvoda (Budapest)
- Szent Lukács gyógyítja a betegeket (Tapolca)

## Kiállításai
- 1980, 1982, 1986, 1990, 1992 Pécs
- 1982 Miskolc, Erfurt
- 1984 München
- 1985 Bécs, Szófia
- 1986, 1993 Budapest (édesapjával, Csavlek Andrással)
- 1987 Békéscsaba
- 1992 Vác
- 1998 Martonvásár

## Díjai
- Liszt Ferenc-díj (1988)
- Székely Mihály-emlékplakett (1991)
- MSZOSZ-díj (1993)
- Érdemes művész (1997)
- Örökös tag a Halhatatlanok Társulatában (2020)

## Külső hivatkozások
- Artportal.hu
- Magyar színházművészeti lexikon
- Csavlek Etelka a PORT.hu-n (magyarul)
- Csavlek Etelka az Internet Movie Database oldalon (angolul)
- Színházi Adattár